# Антие Равич Щрубел
Антие Равич Щрубел (на немски: Antje Rávic Strubel) е немска писателка и преводачка, автор на романи, разкази, есета и радиопиеси.

## Биография
Антие Равич Щрубел е родена през 1974 г. в Потсдам, ГДР. След като полага матура преминава обучение за книжар, а после следва в Потсдам и Ню Йорк литературознание, психология и американистика. В Ню Йорк работи между другото като осветител в театър.
Става известна през 2001 г., когато по време на Клагенфуртските литературни дни получава наградата „Ернст Вилнер“. През 2003 г. е удостоена с „Наградата Розвита“ и „Наградата на германската критика“.
Романът ѝ „Туполев 134“ („Tupolew 134“) (2004) е посрещнат възторжено от критиката. Писателката психологически точно и със сложна повествователна техника, но по завладяващ начин пресъздава конфликтите около отвличането на полски пътнически самолет от гражданин на ГДР през 1978 г.
През 2005 г. Щрубел получава за романа си новосъздадената „Марбургска литературна награда“ и поощрението към престижната „Бременска литературна награда“.
Антие Равич Щрубел живее и работи в Берлин.

### Книги
- Offene Blende, Roman, 2001
- Unter Schnee, Episodenroman, 2001

Под снега, изд.: МД „Елиас Канети, Русе (2011), прев. Елена Димитрова
- Fremd Gehen. Ein Nachtstück, 2002
- Tupolew 134, Roman, 2004
- Kältere Schichten der Luft, Roman, 2007
- Vom Dorf. Abenteuergeschichten zum Fest, 2007
- Gebrauchsanweisung für Schweden, 2008
- Sturz der Tage in die Nacht, 2011
- Gebrauchsanweisung für Potsdam und Brandenburg, 2012[3]
- Gebrauchsanweisung fürs Skifahren, 2016
- In den Wäldern des menschlichen Herzens, Episodenroman, 2016

### Радиопиеси
- Kältere Schichten der Luft, 2006
- Tupolev 134, 2007
- Klappersteine, 2009
- Das Haus von Fernanda Mendoza, 2011

## Награди и отличия (подбор)
- 1991/1993: Preisträgerin Treffen Junger Autoren
- 2000: Stipendium Schloss Wiepersdorf
- 2001: „Награда Ернст Вилнер“ към „Награда Ингеборг Бахман“, Клагенфурт
- 2002: Förderpreis für Literatur der Akademie der Künste
- 2003: Stipendium des Heinrich-Heine-Hauses der Stadt Lüneburg
- 2003: „Награда Розвита“
- 2003: „Награда на германската критика“
- 2004: Stipendium der Villa Aurora, Los Angeles
- 2005: „Бременска литературна награда“ (поощрение)
- 2005: „Марбургска литературна награда“
- 2007: „Награда Херман Хесе“
- 2007: „Литературна награда на Рейнгау“
- 2007: Nominierung zum Preis der Leipziger Buchmesse
- 2009: Stipendium im "Atelier Müllerhaus", Lenzburg, Schweiz
- 2017: Heinrich-Heine-Gastdozentur der Leuphana Universität Lüneburg
- 2019: „Награда на литературните домове“